# Jan Vojtěch Černín z Chudenic
Jan Vojtěch hrabě Černín z Chudenic (1745/1746 Praha – 2. června 1816 zámek Kozel) byl český šlechtic, dvořan, politik a mecenáš. Po službě ve státních úřadech zastával dlouhodobě funkci nejvyššího lovčího Českého království (1790–1816). Na svých panstvích v západních Čechách (Šťáhlavy, Nebílovy) proslul stavebními aktivitami (zámek Kozel). Zemřel jako poslední potomek chudenické větve rodu Černínů, jeho majetek přešel dědictvím na spřízněný rod Valdštejnů.

## Životopis

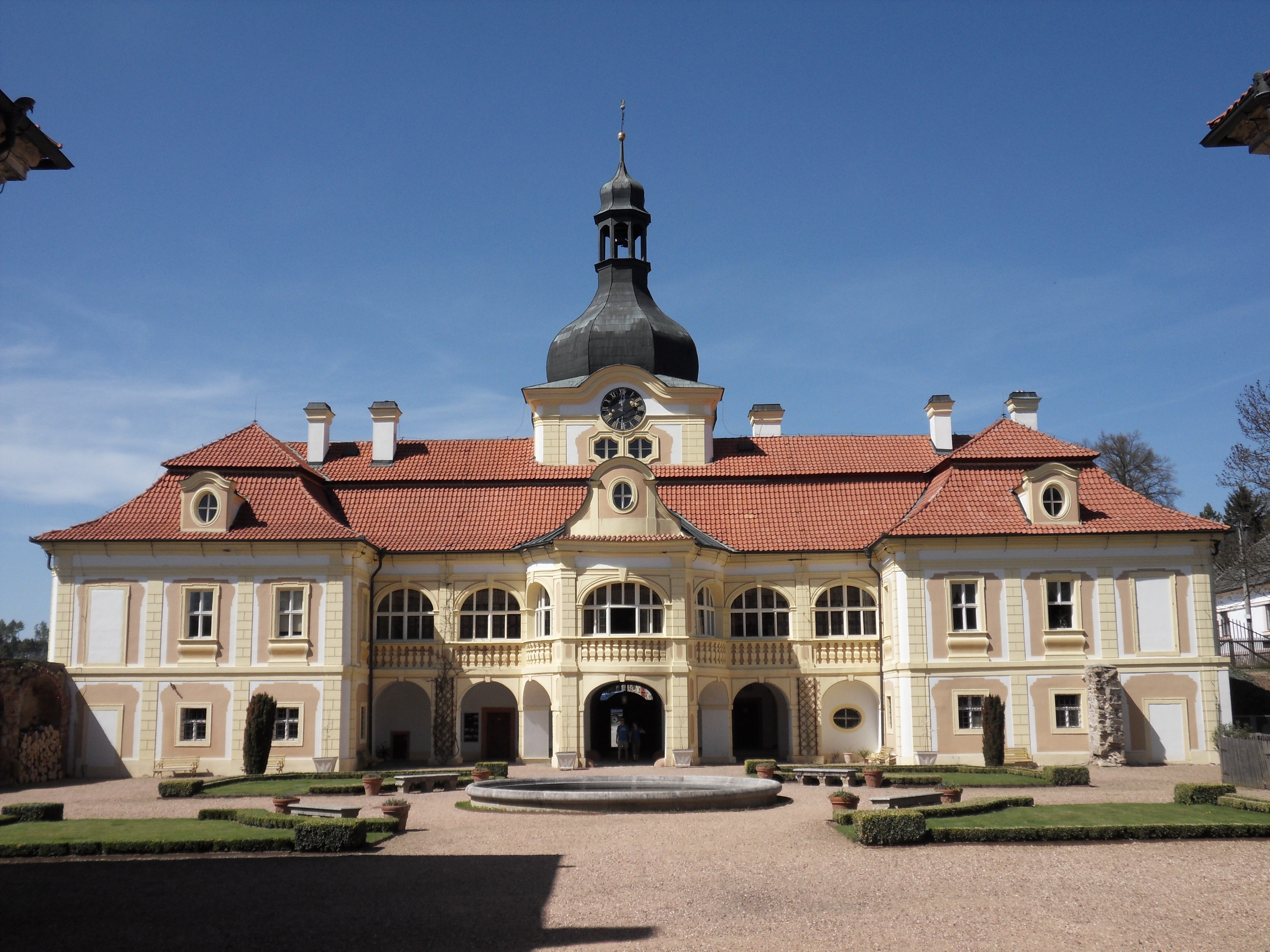
Zámek Nebílovy

Pocházel ze starého českého rodu Černínů z Chudenic, patřil k tzv. chudenické větvi, která byla v roce 1699 povýšena do hraběcího stavu. Byl starším synem hraběte Heřmana Jakuba Černína (1706–1784) a jeho první manželky Marie Ernestiny, rozené hraběnky ze Šternberka. Narodil se někdy na přelomu let 1745 a 1746, pokřtěn byl 4. ledna 1746 v katedrále sv. Víta. Dětství strávil v Černínském paláci, kde rodina pobývala díky přízni bohatější nedrahovické větve, jíž palác patřil. Po domácím vzdělání pod dohledem soukromých učitelů a otcovy druhé manželky Marie Barbory, rozené hraběnky Schaffgotschové (1725–1789) studoval práva na Univerzitě Karlově. Studium absolvoval diplomovou prací Systém práva národů psanou latinsky (1768). Po studiích zahájil úřednickou kariéru jako rada apelačního soudu, ještě předtím byl jmenován císařským komorníkem.
Jan Vojtěch Černín byl mimo jiné aktivní v zednářském hnutí, k tomu jej pravděpodobně přivedl strýc hrabě Šebestián František Künigl (1720–1783) a bratranec Kašpar Heřman Künigl (1745–1824). Černín je v 80. a 90. letech připomínán jako člen zednářské lóže U tří korunovaných hlav. Jeho lovecké zájmy se promítly do členství v neapolském řádu Diany Lovkyně. Díky tomu také v roce 1790 dosáhl vrcholu své kariéry, kdy byl jmenován nejvyšším lovčím Českého království (Oberstlandjägermeister), zároveň se stal císařským skutečným tajným radou. Zemský úřad nejvyššího lovčího v té době pozbýval na významu, protože tehdejší panovníci z rodu Habsburků zajížděli na hony do Čech jen zřídka a organizaci dvorských loveckých zábav zajišťoval úřad nejvyššího dvorského lovčího (kaiserlicher Oberstjägermeister) ve Vídni. Z Černínových aktivit ve funkci nejvyššího lovčího stojí za zmínku zpřístupnění Královské obory pro širokou veřejnost (1804). Po smrti Jana Vojtěcha Černína nebyl již úřad zemského lovčího obsazen a zanikl.

## Majetkové poměry a stavební aktivity

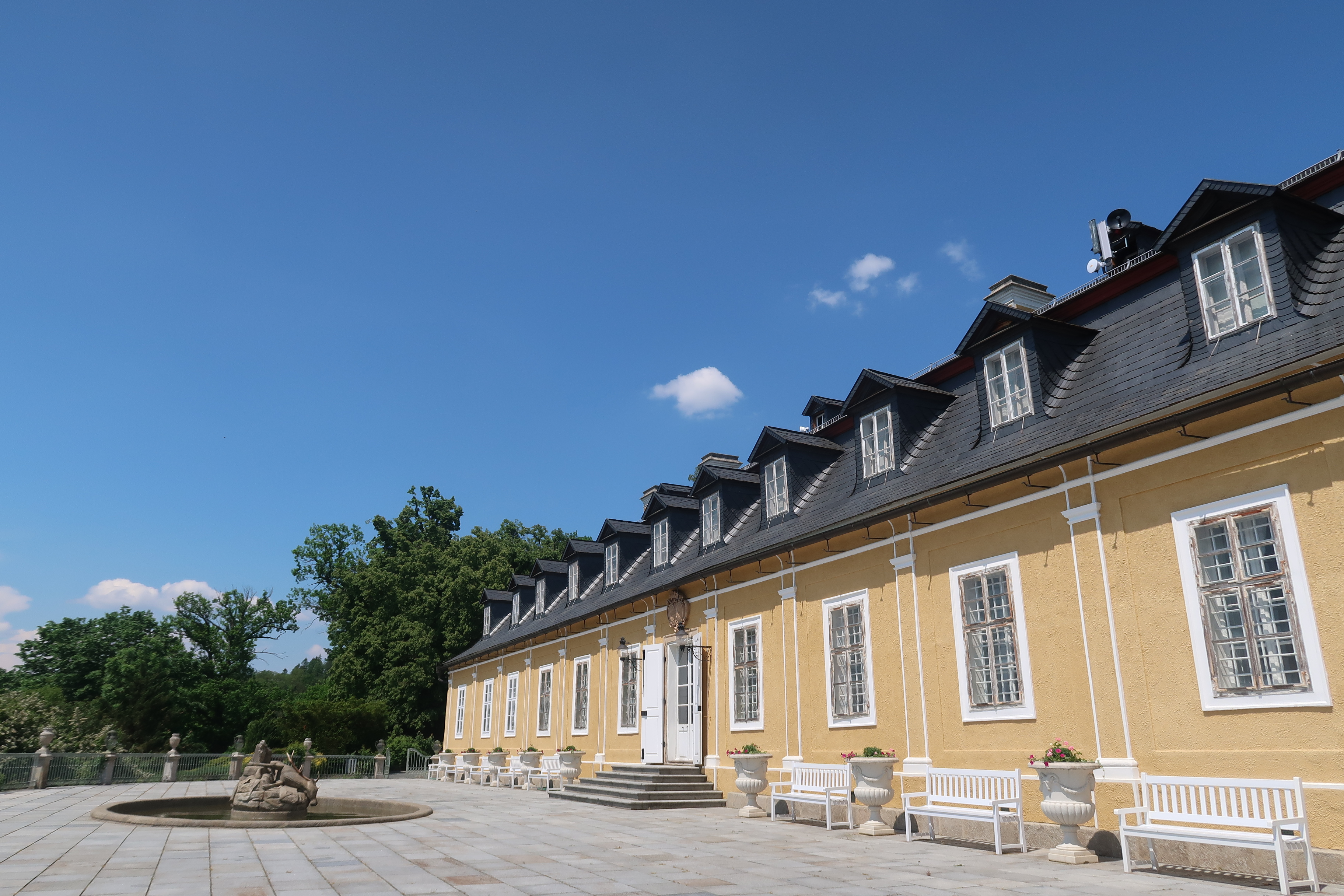
Zámek Kozel

I když chudenická větev Černínů majetkově zaostávala za bohatější nedrahovickou větví, jíž patřily rozsáhlé statky v severních, středních, jižních a západních Čechách, byl Jan Vojtěch Černín významným pozemkovým vlastníkem na Plzeňsku. Po otci v roce 1784 zdědil Šťáhlavy a Nebílovy jižně od Plzně, k oběma panstvím patřilo celkem padesát vesnic, několik hospodářských dvorů, součástí majetku byl také Starý Plzenec a zřícenina hradu Radyně. Na Šťáhlavsku došlo na přelomu 18. a 19. století k významnému rozvoji železářství a Jan Vojtěch Černín z výnosu velkostatků inkasoval čistý zisk ve výši 60 000 zlatých ročně, zároveň se ale značně zadlužoval svými stavebními aktivitami a náklady na reprezentaci. Kromě majetku v západních Čechách vlastnil také statky v Horním a Dolním Rakousku. V Horním Rakousku koupil v roce 1802 panství Puchberg s domem ve městě Wels, tohoto majetku se ale vzdal krátce před smrtí (1814). V Dolním Rakousku koupil v roce 1809 panství Donaudorf se zámkem poblíž města Ybbs an der Donau.
V Praze vlastnil krátce dva domy v Karmelitské ulici na Malé Straně, sloučené později do jednotné palácové podoby (dnešní Rohanský palác). Po roce 1792, kdy již Černín vlastnil oba domy, plánoval přestavbu podle projektu Ignáce Palliardiho, došlo ale jen k menším úpravám a zřízení stájí. Sloučení domů do podoby paláce realizoval až v roce 1796 stavitel Josef Zobel, již v roce 1799 ale Černín prodal novostavbu vévodovi Petru Bironovi.
Hned po převzetí dědictví přistoupil Jan Vojtěch Černín k rozsáhlým stavebním investicím, které zahájil na zámku Nebílovy, dosud Černíny opomíjeném a značně sešlém. Stavební úpravy nebílovského zámku vyvrcholily výmalbou velkého sálu (Antonín Tuvora). Stavební práce přímo na nebílovském zámku byly dokončeny v roce 1788, ještě v letech 1791–1792 byly ale přistavěny budovy úřednického domu a stájí pro 28 koní (podle projektu Václava Haberditze). Dosavadní hlavní sídlo ve Šťáhlavech zůstalo za Jana Vojtěcha Černína stranou zájmu, na hřbitově ve Šťáhlavech ale nechal v roce 1811 vybudovat kapli sv. Kříže s rodovou hrobkou. Nechal také dokončit kostel sv. Vojtěcha ve Šťáhlavech a v roce 1812 dosáhl zřízení samostatné farnosti.
Nejvýznamnější stavební památkou na osobu Jana Vojtěcha Černína je lovecký zámek Kozel, který vznikl v letech 1784–1789 na šťáhlavském panství. Jednoduchá přízemní čtyřkřídlá budova s uzavřeným nádvořím kombinovala sloh doznívajícího baroka a nastupujícího klasicismu (projektantem byl pražský stavitel Václav Haberditz). Krátce po dokončení zámku (nazývaného jako Waldschloss nebo Jagdschloss bei Stiahlav) došlo k dalším přístavbám, které již reflektovaly Černínovu funkci nejvyššího lovčího. Podle návrhů tehdy módního architekta Ignáce Palliardiho byl zámecký komplex kolem roku 1795 rozšířen o čtyři budovy konírny, jízdárny, obydlí pro služebnictvo a lokajnu. Požadavky na náročnější architektonické řešení dokládá přístavba zámecké kaple. Sochařskou výzdobu dodal Ignác Platzer a na malířské výzdobě interiérů pracoval Antonín Tuvora, který již předtím působil v Nebílovech. V okolí zámku Kozel byl zřízen krajinářský park, který byl rozšiřován ještě v 19. století.

## Rodina a rozdělení dědictví

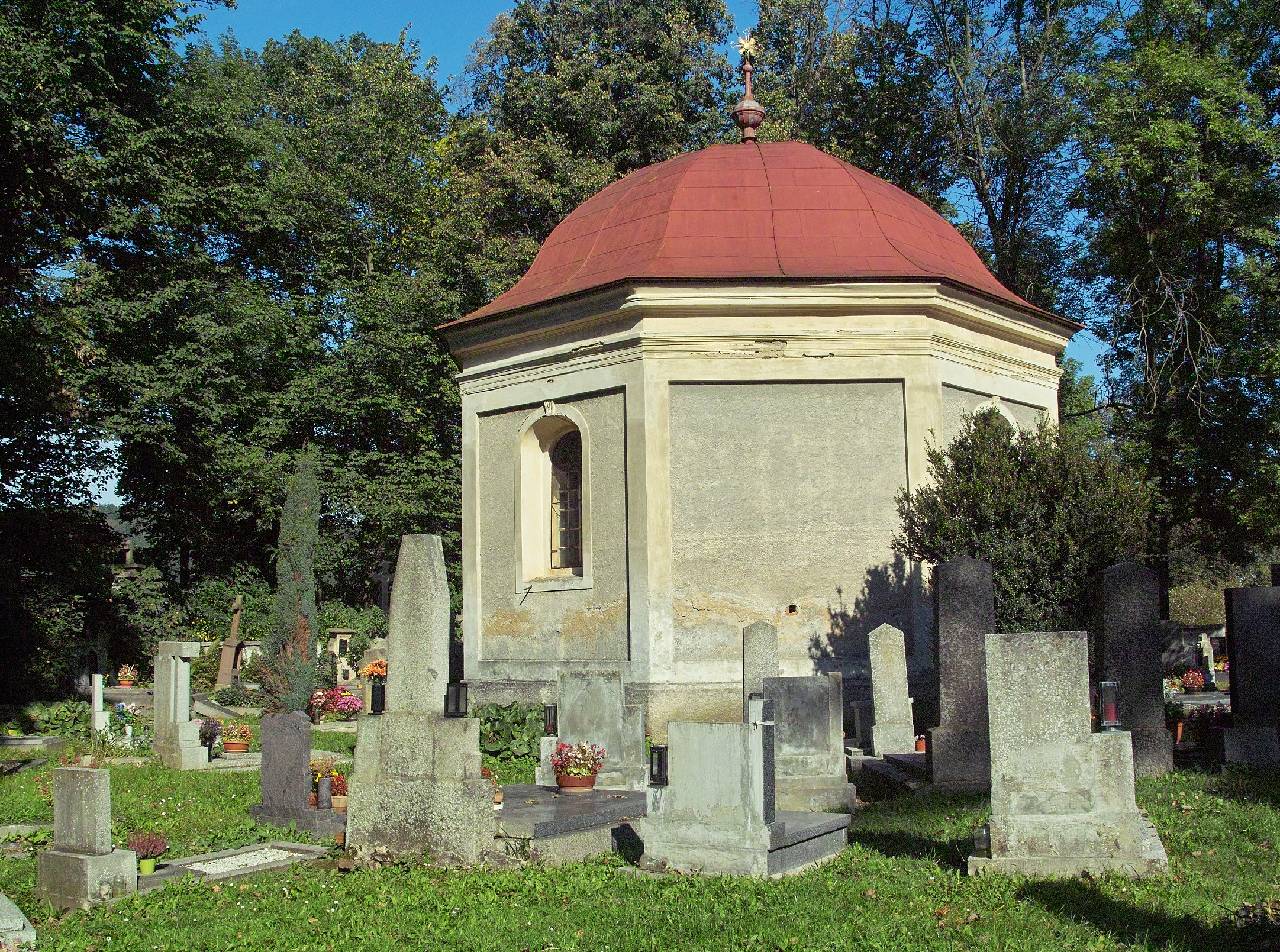
Hrobka Černínů ve Šťáhlavech

Jan Vojtěch Černín byl dvakrát ženatý. Poprvé se oženil v roce 1771 v Děčíně s hraběnkou Marií Josefou Thun-Hohensteinovou (1746–1810), dcerou Jana Josefa Thun-Hohensteina (1711–1788). Jejich manželství zůstalo bez potomstva, připomínají je ale alianční erby na zámku Kozel nebo na budově fary ve Chválenicích. V zájmu zachování potomstva chudenické větve se Jan Vojtěch oženil znovu v roce 1812 ve věku 66 let. Jeho druhou manželkou se stala baronka Eleonora von Hackelberg-Landau (1786–1858), dcera prezidenta dolnorakouské zemské vlády barona Rudolfa Hackelberg-Landau (1764–1830). I toto manželství zůstalo bez potomstva, Eleonora později jako vdova pobývala převážně ve Vídni a v Praze, kde také zemřela a byla pohřbena na Malostranském hřbitově (její hrob dnes již neexistuje). Obě manželky Jana Vojtěcha byly dámami Řádu hvězdového kříže.

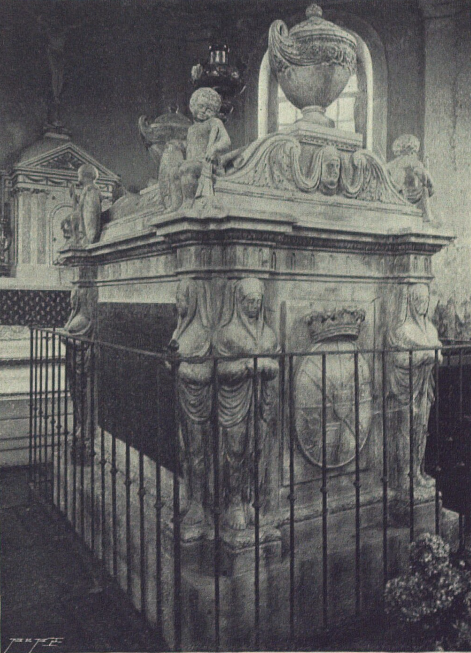
Náhrobek Jana Vojtěcha Černína (foto okolo 1900)

Jan Vojtěch Černín zemřel na zámku Kozel 2. června 1816 ve věku 70 let, pohřben byl v rodinné hrobce v kapli Povýšení sv. Kříže ve Šťáhlavech.
Největší část majetku (Šťáhlavy, Nebílovy se zámkem Kozel) zdědil prasynovec Kristián Vincenc z Valdštejna-Vartenberka (1794–1858).
Menší podíl představovalo panství Chocenice oddělené od Šťáhlav a Černínovou závětí připadlo dcerám nejvyššího maršálka hraběte Josefa Antonína Vratislava z Mitrovic (1764–1830). S rodinou Vratislavů byl Černín spřízněn díky svému prvnímu sňatku s Marií Josefou Thun-Hohensteinovou i druhému sňatku své neteře Marie Gabriely Desfoursové. Vratislavovy dcery Josefína (1802–1881) a Gabriela (1804–1880) byly majetkově dostatečně zajištěny svými sňatky (kníže Josef z Ditrichštejna, kníže Karel II. ze Schwarzenbergu) a o Chocenice neměly zájem. V roce 1840 obě sestry prodaly chocenické panství za 195 000 zlatých Kristiánovi z Valdštejna, který je opět připojil ke Šťáhlavům. Kromě statků odkázal Jan Vojtěch Černín také vysokou roční apanáž dětem svého synovce Vojtěcha Václava Clary-Aldringena (1778–1809) padlého v napoleonských válkách, značné částky věnoval i svým poddaným v Nebílovech, Šťáhlavech a Netunicích.